# Clusterbom

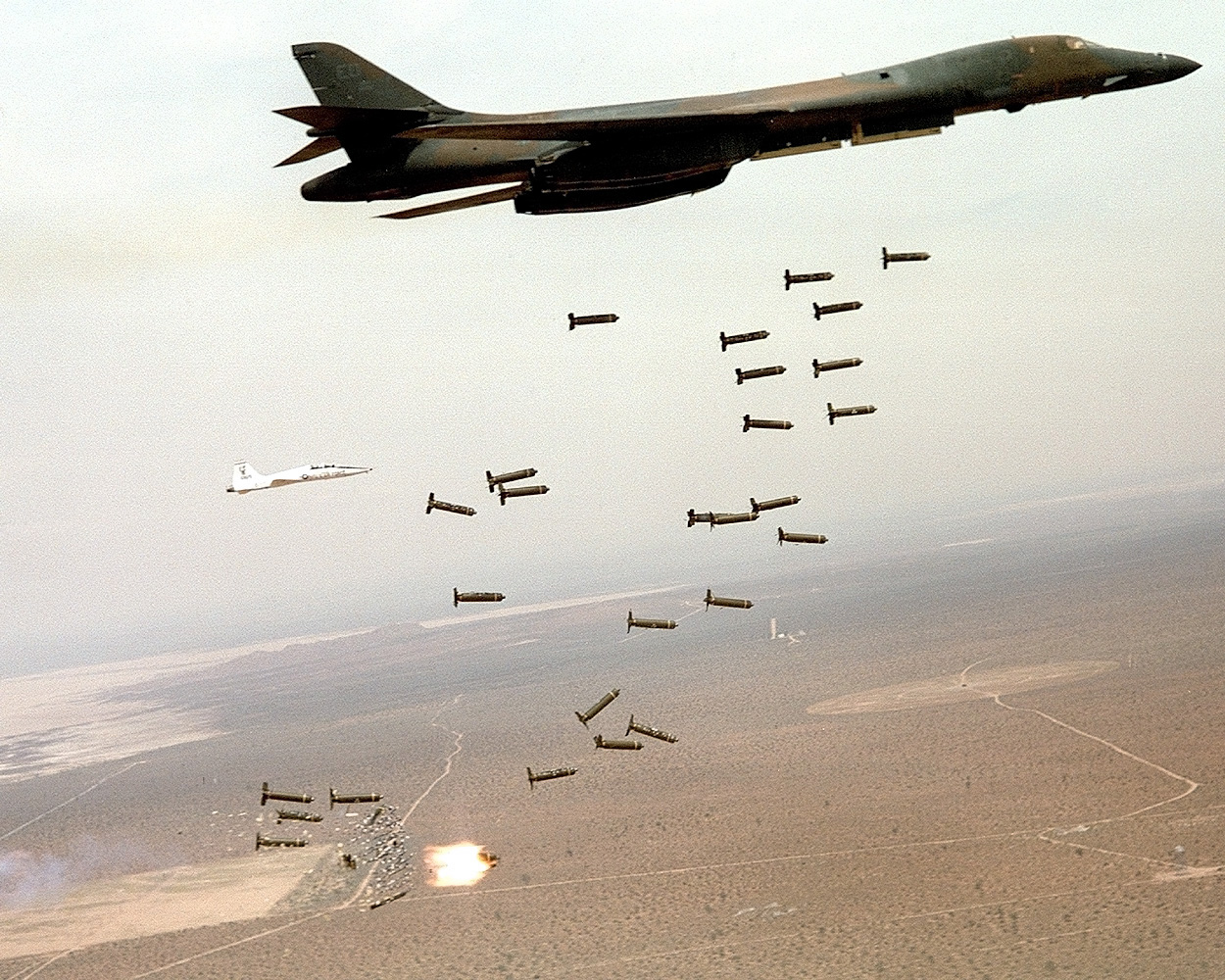
Een B-1 Lancer werpt clusterbommen af

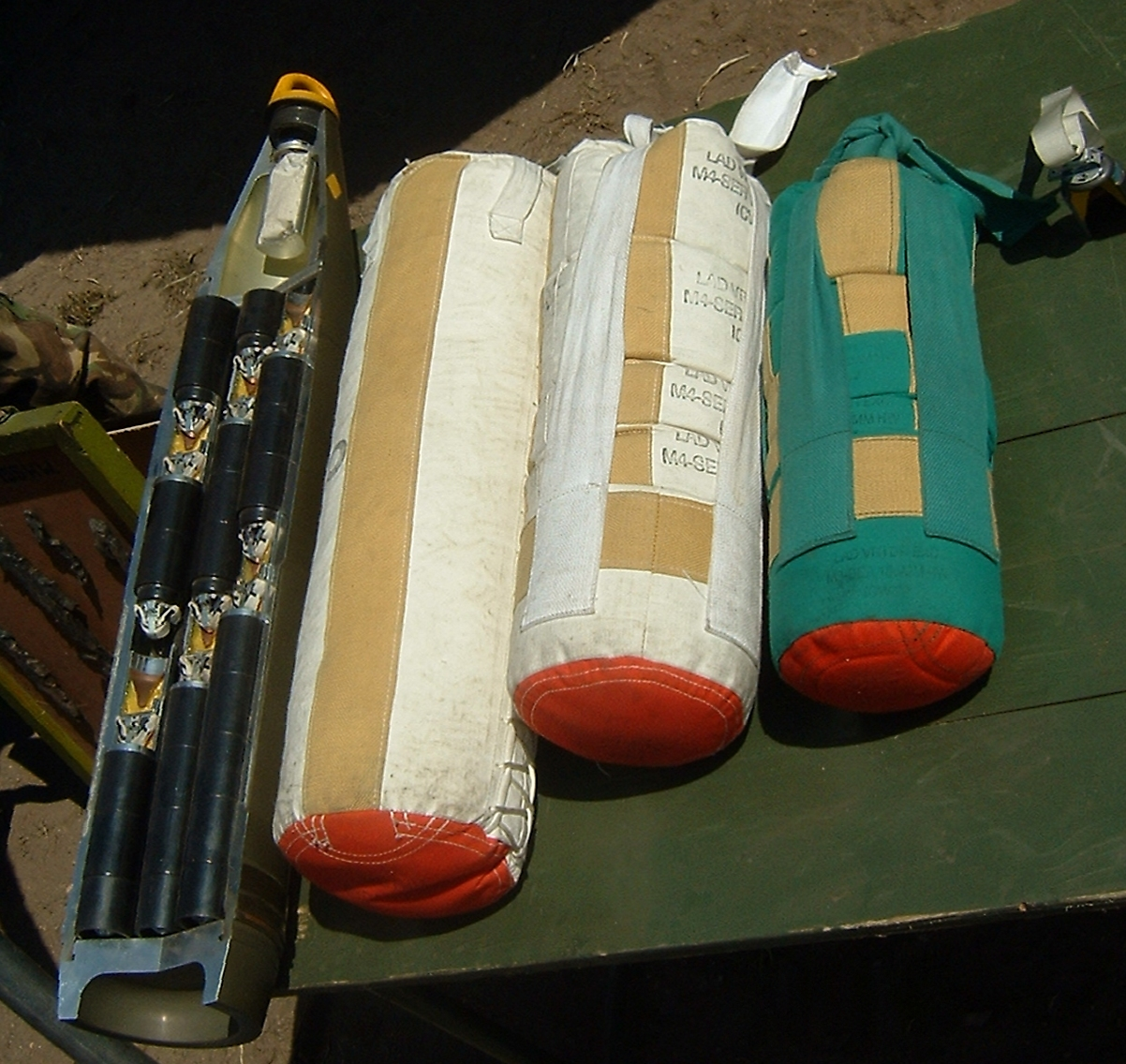
Granaat met clustermunitie

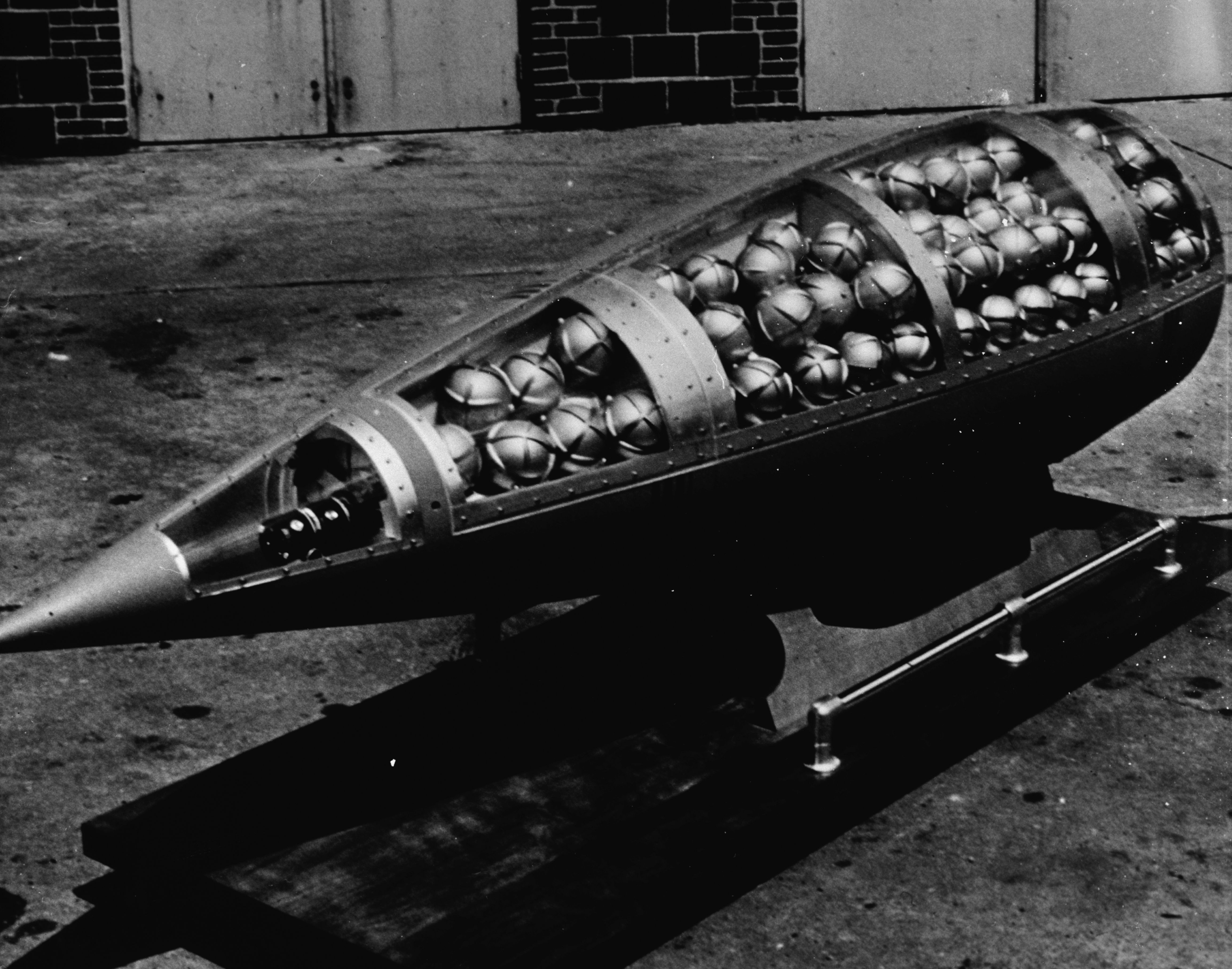
Clusterbom uit WO II, de kleine projectielen zijn duidelijk te zien

Een clusterbom is een door een vliegtuig afgeworpen bom, een granaat of een raket die tot ongeveer 200 kleine bommetjes uitstrooit. Het gebruik van clusterbommen is zeer omstreden omdat clusterbommen veel burgerslachtoffers eisen. Sinds mei 2008 zijn clusterbommen door meer dan 100 landen verboden.

## Werking en doel van clusterbommen
Eén clusterbom bevat vele kleinere bommetjes. Wanneer een clusterbom ontploft, komen deze kleinere projectielen vrij. Deze individuele bommetjes worden wel submunitie genoemd, dat wil zeggen munitie in munitie. De kleinere projectielen worden vaak gestabiliseerd met kleine parachutes of een (uitklapbare) staart met vinnen.
De kleinere bommen exploderen wanneer ze in contact komen met de grond, een object raken of door een tijdsmechanisme worden geactiveerd. Doordat de kleinere bommen in een clusterbom zich verspreiden, kunnen ze een groot gebied bestrijken. Ze worden veelal gebruikt wanneer men het doelwit niet precies kan lokaliseren. Een clusterbom legt een bommentapijt en dat maakt veel slachtoffers. Clusterbommen kunnen zijn gericht op het uitschakelen van manschappen of het vernielen van materieel. Ook zijn er gebiedsontzeggende submunitie-artikelen (vergelijkbaar met landmijnen) die blijven liggen tot het moment dat iemand de bom aanraakt, of totdat een zelfvernietigingsmechanisme na het verstrijken van een bepaalde tijd het explosief doet afgaan.
Deze niet-ontplofte, achtergelaten bommen eisen veel slachtoffers. In een derde van de gevallen zijn kinderen het slachtoffer. Het gebruik van clustermunitie is zeer omstreden. De kans op burgerslachtoffers tijdens of na een bombardement is groot. Clusterbommen hebben de afgelopen drie decennia minstens elfduizend mensen gedood of verminkt. Bijna alle slachtoffers (98 procent) waren burgers. Inmiddels zijn er ook 'slimme' clusterbommen op de markt, die zelfstandig hun doelen lokaliseren en aanvallen. Deze munitie is soms voorzien van een zelfvernietigingsmechanisme voor het geval ze niet bij inslag exploderen.

## Verbod op clusterbommen
België voerde op 19 februari 2006 als eerste land ter wereld een gedeeltelijk verbod op clusterbommen in. Door allerlei partijen, een aantal landen en vele ngo's werd al lange tijd gestreefd naar een algemeen verbod op clustermunitie, vergelijkbaar met het verbod op landmijnen in de Ottawa-conventie. Op een door Noorwegen geïnitieerde conferentie in Dublin, die in mei 2008 werd gehouden, kwamen ruim honderd landen tot overeenstemming over een te sluiten verdrag waarin clusterbommen vrijwel geheel zouden worden verboden. Ook Nederland was aanwezig en deed afstand van alle clustermunitie.
De belangrijkste producenten en gebruikers van clustermunitie, te weten China, Turkije, India, Israël, Pakistan, Rusland en de Verenigde Staten, waren niet op de bijeenkomst aanwezig en sloten zich ook niet bij het verdrag aan. De producenten zijn tegenstander van een verbod. De Verenigde Staten hebben laten weten dat ze doorgaan met het gebruik van clustermunitie. Het land leverde in 2023 clustermunitie aan Oekraïne voor gebruik op het slagveld.
De Conventie over clustermunitie werd van kracht op 1 augustus 2010.